# Haigang
Haigang är ett stadsdistrikt i Qinhuangdao i Hebei-provinsen i norra Kina.
1. ↑  http://www.geohive.com/cntry/cn-13.aspx